# Drop Dead, Gorgeous
Drop Dead, Gorgeous foi uma banda de metalcore formada em 2004 em Denver, Colorado.

## Membros
- Danny Stillman - vocal
- Kyle Browning - guitarra principal, vocais guturais
- Jake Hansen - baixo
- Dan Gustavson - guitarra ritmo
- Danny Cooper - bateria

## Discografia
- Be Mine, Valentine (2006, EP)
- In Vogue (2006)
- Worse Than A Fairy Tale (2007)
- The Hot N'Heavy (2009)